# Bellemerea diamarta
Bellemerea diamarta är en lavart som först beskrevs av Erik Acharius, och fick sitt nu gällande namn av Hafellner & Cl. Roux. Bellemerea diamarta ingår i släktet Bellemerea och familjen Lecideaceae.  Arten är reproducerande i Sverige. Inga underarter finns listade i Catalogue of Life.